# Carsten Pump
Carsten Pump (30 settembre 1976) è un ex biatleta e fondista tedesco.

## Biografia
Attiva principalmente nel biathlon, in Coppa del Mondo esordì il 5 dicembre 2002 a Östersund (26°) e ottenne il primo podio il 1º dicembre 2007 a Kontiolahti (3°). Non prese parte né a rassegne olimpiche né iridate.
Partecipò anche ad alcune competizioni di sci di fondo: gare FIS e granfondo.

## Palmarès

### Biathlon

#### Coppa del Mondo
- Miglior piazzamento in classifica generale: 34º nel 2008
- 3 podi (1 individuale, 2 a squadre):
  - 3 terzi posti

### Sci di fondo

#### Marathon Cup
- Miglior piazzamento in classifica generale: 111º nel 2010